# Gustaf Adolf Boltenstern sr.
Gustaf Adolf Boltenstern sr. (Helsingborg, 1 april 1861- Stockholm, 9 oktober 1935) was een Zweedse ruiter, die gespecialiseerd was in dressuur. Boltenstern nam tweemaal deel aan de Olympische Spelen. Boltenstern nam deel aan de Olympische Zomerspelen 1912 en behaalde toen de zilveren medaille in de individuele dressuur. Acht jaar later werd Boltenstern tijdens de Olympische Zomerspelen 1920 gediskwalificeerd. Boltensterns zoon Gustaf Adolf Boltenstern jr. werd tweemaal olympisch kampioen in de landenwedstrijd dressuur.

## Resultaten
- Olympische Zomerspelen 1912 in Stockholm  individueel dressuur met Neptun
- Olympische Zomerspelen 1920 in Antwerpen gediskwalificeerd individueel dressuur met Iron